# Portunion conformis
Portunion conformis là một loài chân đều trong họ Entoniscidae. Loài này được Muscatine miêu tả khoa học năm 1956.